# Олајница у Новом Кнежевцу
Олајница у Новом Кнежевцу је била зграда и механизам за производњу олаја за људску исхрану. Од некада бројних олајница данас нема ни олајница ни механизама, па ни ове из друге половине 18. века који је као једини сачуван пример био проглашен за категорисан споменик културе од великог значаја.

## Настанак и употреба олајница
У време када су постови били чешћи, а маст скупља, за људску исхрану коришћен је олај добијан од уљоносног семена репице, горушице, лана, кудеље, дулека и ораха. Тада је и сунцокрет био украсна биљка гајена по вртовима. Мада сунцокрета и данас има по баштама уље од њега, као ни маст, није више тако пожељна намирница, али јесу уља од наведених биљака што би могло да значи да су се људи у сиротињска времена здравије хранили него у време изобиља. Начин справљања неопходне течне масноће обављан је млевењем семена при чему је добијано брашно које је сипано у казан и печено, после чега је умотавано у крпу од каквог џака и цеђењем у преси добијан олај.
Олајница се, слично сувачи, састојала од две просторије. У већој је било хоризонтално коло покретано коњском снагом, а у мањој млин, казан са мешалицом и преса за цеђење. Олајница у Новом Кнежевцу пренета је из Бочара 1885. године. Сачуван је само механизам који се налази у предузећу „Лепенка“ – Нови Кнежевац. Када је купљен, био је већим делом од дрвета. Временом су извесни делови замењени гвозденим.